# Камен (област Сливен)
Вижте пояснителната страница за други значения на Камен.
Основано е от Камен Драганов през 1608г. А през 1609г.е обявено на селище след узаконяването г.н Драганов е замимал за Североизточна България по точно Одесос

Неговите потомци са Илко Драганов 
Камен  (в миналото – Демирджилии) е село в Югоизточна България. То се намира в община Сливен, област Сливен.

## География
Село Камен се намира на 15 km югоизточно от Сливен. Разположено е в подножието на няколко хълма. 

## История
Авторът на „Опит за история на град Сливен“ д-р Симеон Табаков смята, че селото е заправено от железари-ковачи. Старото му име е турско: демерджи – железар. В османски документ от 1609 г. е споменато под името Гимурджълар.

## Редовни събития
Ежегодно, обикновено през месец февруари, се състоят фолклорни кукерски игри, по-известни като Кукеровден. В продължение на два уикенда участници се маскират по оригинален начин (някои с подръчни средства с подчертани хумористични нотки), изпълнявайки ритуал по прогонване на зли духове. Тези игри са запазени от векове.

## Други
Землището на село Камен, особено от западната страна, е известно като долината на прасковите. А южните склонове на възвишенията са прекрасно място за отглеждане на лозя.
Интересна и загадъчна находка : По време на археологически разкопки на д-р Китов през 2008-2009 г. в могила, намираща се северно до селото, е открит масов гроб с около 40-тина човешки скелета. Най-ниският от тях е бил около 2,5 метра!! Официална информация за тази находка не е съобщена.